# Nahverkehr in Passau

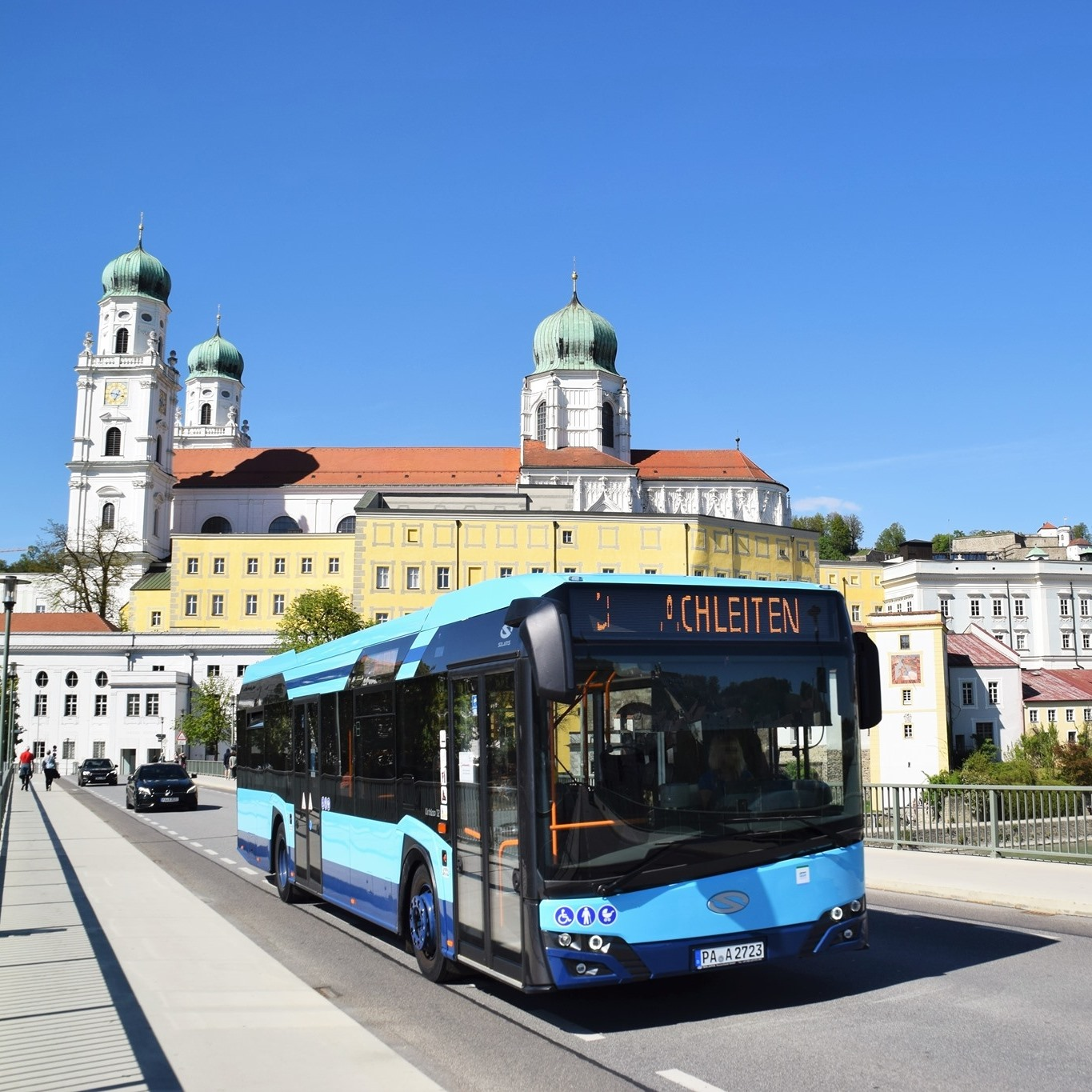
Solaris Urbino 12 IV, Wagen 23 der Stadtwerke Passau

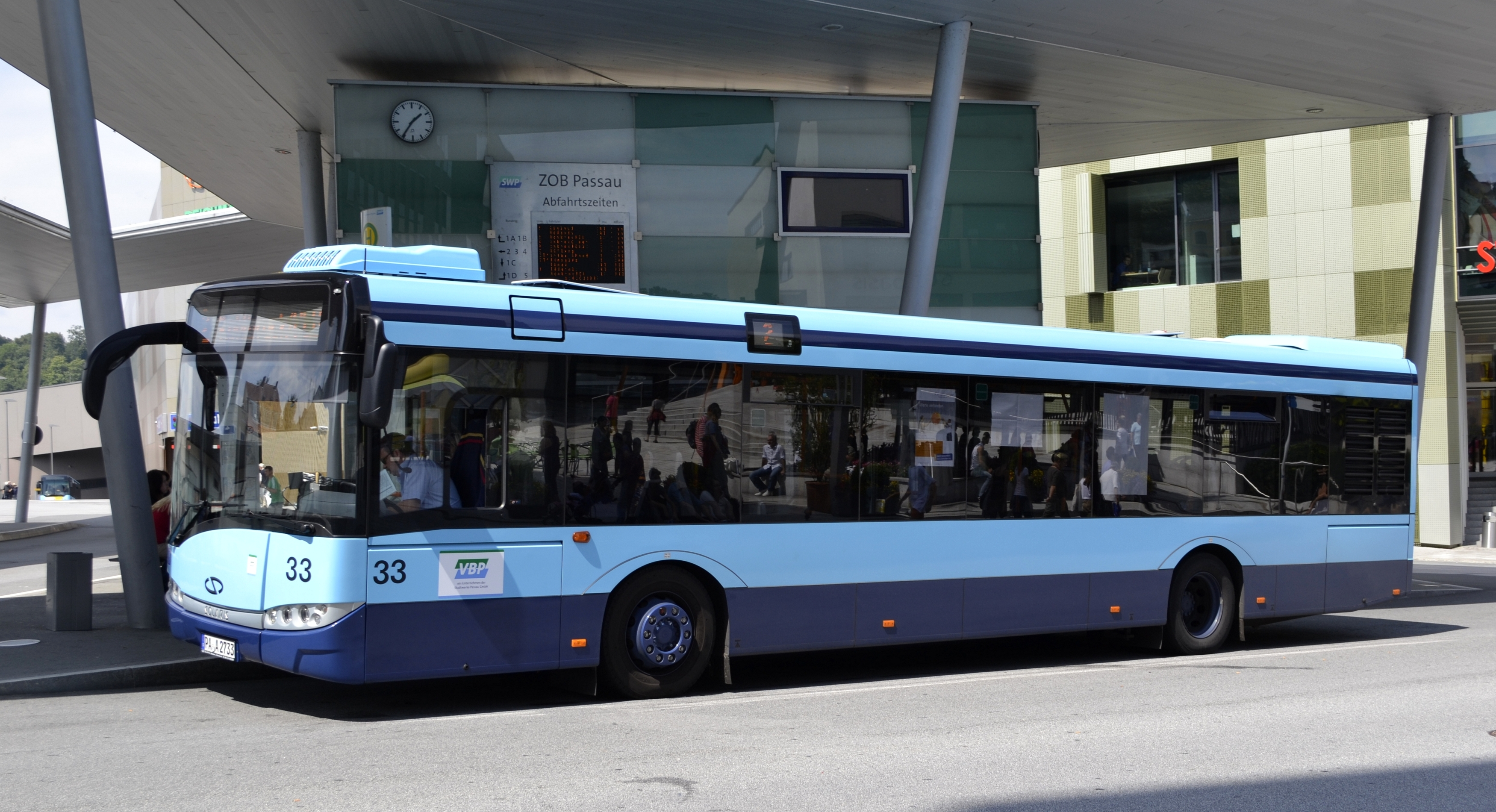
Solaris-Urbino-12-III-Bus der VBP am ZOB

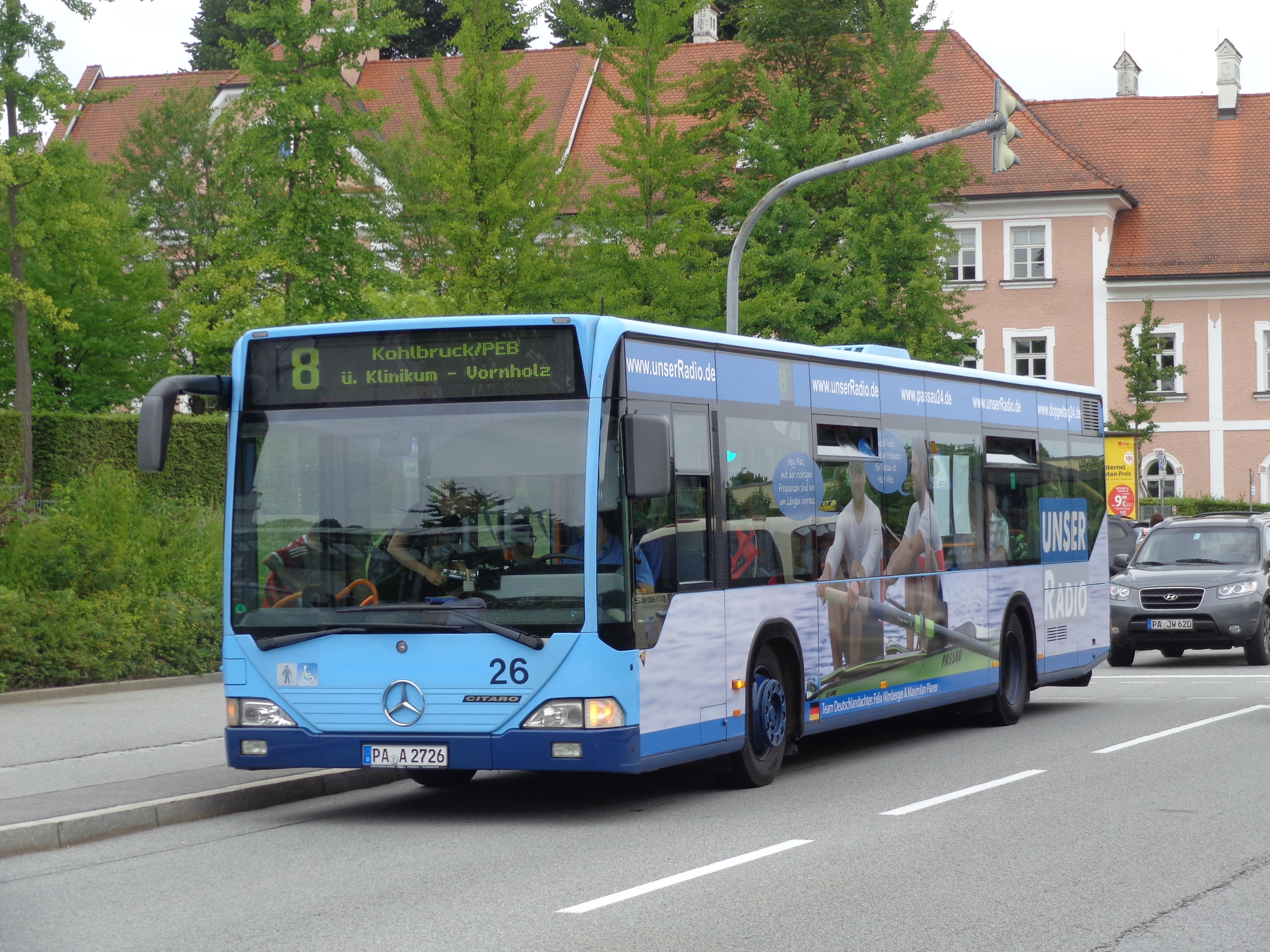
Mercedes Citaro der Stadtwerke Passau

Der öffentliche Nahverkehr in der niederbayerischen Stadt Passau wird zum größten Teil durch die Busse der Verkehrsbetriebsgesellschaft Passau erbracht, es existiert ein Linienplan für den Tages- sowie Abendverkehr. Daneben kommt den Bussen der Regionalbus Ostbayern (RBO) sowie den Bahnen der Südostbayernbahn von Passau nach Mühldorf, die neben dem Hauptbahnhof auch noch einen Haltepunkt in Passau-Neustift bedienen, eine kleinere Rolle im innerstädtischen Verkehr zu. Die RBO wie die Südostbayernbahn sind Partner in der Verkehrsgemeinschaft Landkreis Passau (VLP). Weiterhin führt eine Linie des österreichischen Postbus zum Passauer Hauptbahnhof. Der Postbus ist Mitglied im Oberösterreichischen Verkehrsverbund (OÖVV). Zwischen der Verkehrsbetriebsgesellschaft Passau (VBP), der VLP und dem OÖVV besteht (noch) keine tarifliche Kooperation, auf lokalpolitischer Ebene taucht jedoch immer wieder die Forderung nach einem Verkehrsverbund für Passau auf.

## Busverkehr

### Stadtbusverkehr

Logo der VBP

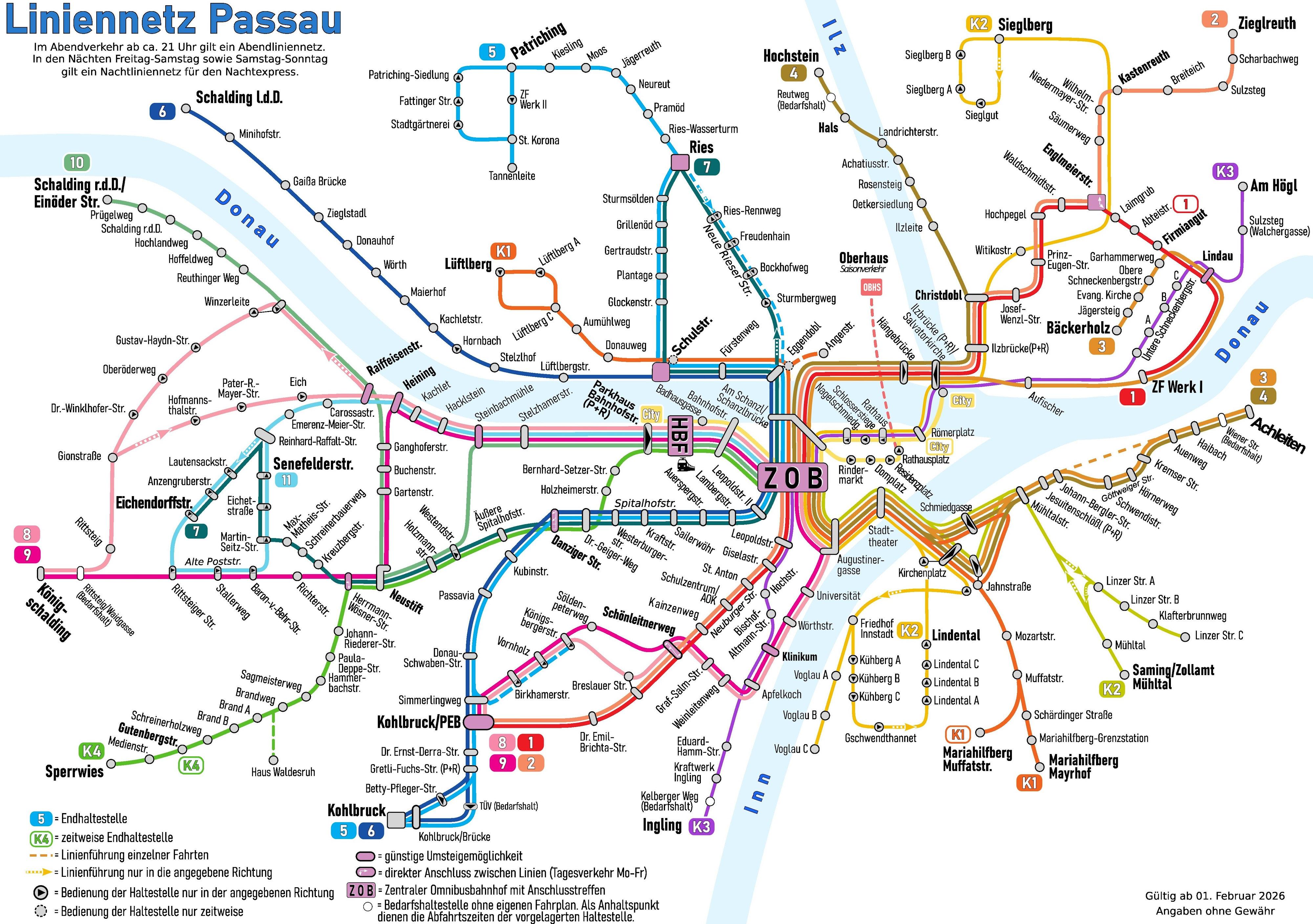
Liniennetz (Tag) Stadt Passau

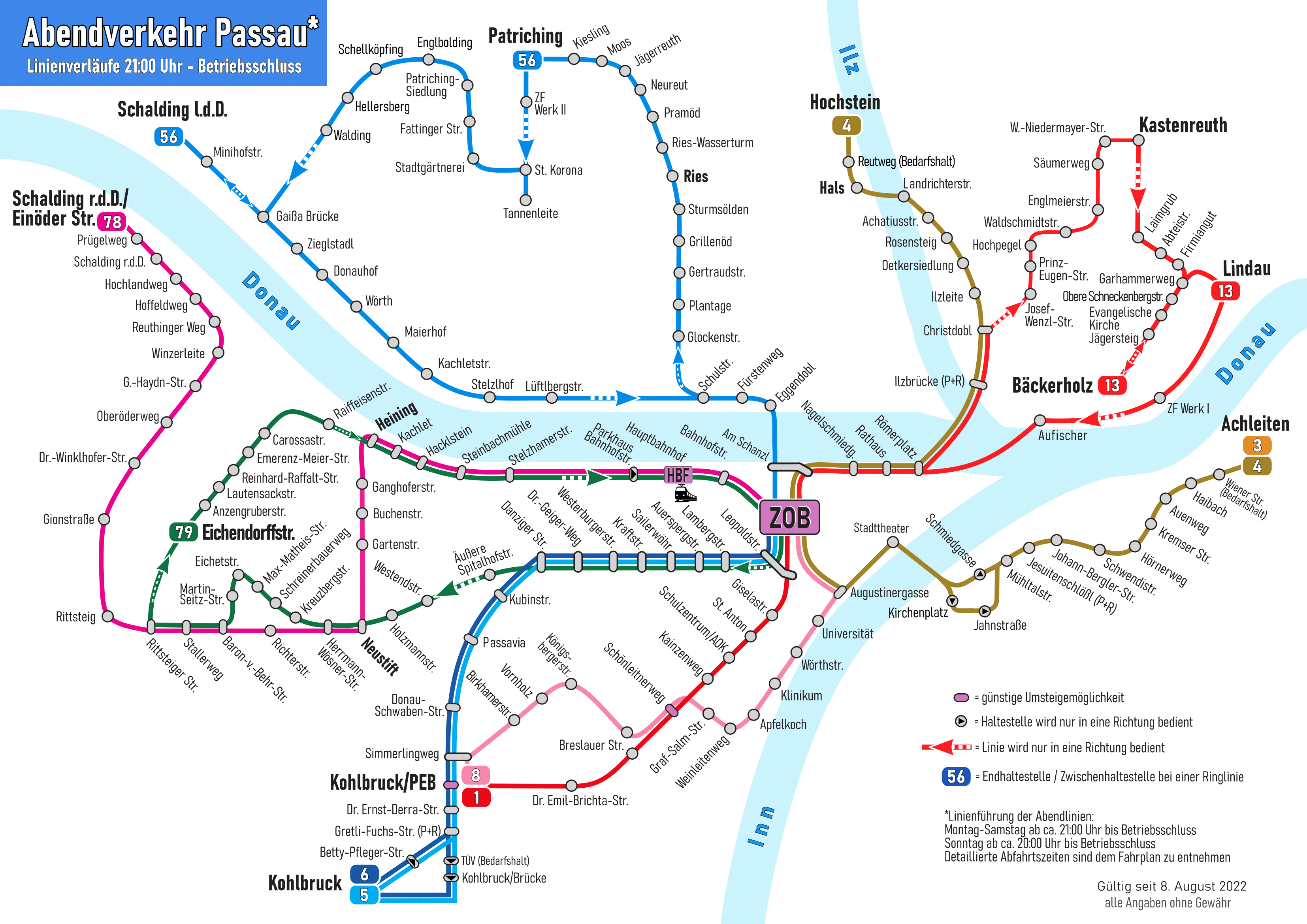
Abendliniennetz Stadt Passau

Der Stadtbusverkehr wird von der VBP, einer Tochter der Stadtwerke Passau, und deren Subunternehmern auf derzeit elf Hauptlinien, vier Kleinbuslinien, dem Citybus und einer saisonal verkehrenden Sonderlinie, die nur teilweise in den Stadtbustarif integriert ist (Oberhausbus), erbracht. Knotenpunkt des Stadtbusnetzes, an dem alle Buslinien halten, ist der zentrale Omnibusbahnhof (ZOB) in der neuen Mitte. Umsteigemöglichkeit zu den Regionalbussen besteht sowohl dort als auch am Hauptbahnhof. Zum Einsatz kommen hierbei 42 eigene niederflurige, Linienbusse der Marken Mercedes und Solaris sowie bis zu 25 Busse unterschiedlicher Fabrikate der Subunternehmer, teils Low-Entry-Fahrzeuge. Im Jahr 2016/2017 erwartete die VBP die Lieferung von fünf Gelenkbussen des Typs Solaris Urbino 18. Damit war es möglich, die hochflurigen und nicht barrierefreien Gelenkbusse des Typs 0405G außer Dienst zu stellen. 2020 wurden sechs Solobusse des Typs Solaris Urbino 12 sowie ein Gelenkbus des Typs Solaris Urbino 18 beschafft.
Linienplan der Stadtwerke Passau und Auflistung der seit 2022 betriebenen Linien der VBP:
| Linie       | Strecke | Takt                                                                                    | Verkehrstage                                                      | Abendverkehr |
| ----------- | --- | --------------------------------------------------------------------------------------- | ----------------------------------------------------------------- | --- |
| 1           | Kohlbruck/Erlebnisbad ↔ Sankt Anton ↔ ZOB ↔ Ilzbrücke ↔ Grubweg ↔ Lindau                                                                                                 | 30 Minuten                                                                              | täglich                                                           | nur zwischen Kohlbruck/Erlebnisbad und ZOB; die Strecke zwischen ZOB und Lindau wird durch die Abendlinie 13 bedient                                                              |
| 2           | Kohlbruck/Erlebnisbad ↔ Sankt Anton ↔ ZOB ↔ Ilzbrücke ↔ Grubweg ↔ Zieglreuth                                                                                             | 30 Minuten                                                                              | täglich                                                           | nur zwischen Kohlbruck/Erlebnisbad und ZOB; die Strecke zwischen ZOB und Zieglreuth wird durch die Abendlinie 13 bedient                                                          |
| 3           | Achleiten ↔ Innstadt ↔ ZOB ↔ Rathaus ↔ Lindau ↔ Bäckerholz | 30 Minuten Achleiten-ZOB, 60 Minuten ZOB-Bäckerholz                                     | täglich                                                           | nur zwischen Achleiten und ZOB, die Strecke zwischen ZOB und Bäckerholz wird durch die Abendlinie 13 bedient                                                                      |
| 4           | Achleiten ↔ Innstadt ↔ ZOB ↔ Ilzbrücke ↔ Hals/Hochstein | 30 Minuten (nur an Schultagen, ansonsten 30 Minuten Achleiten-ZOB, 60 Minuten ZOB-Hals) | täglich                                                           | ja |
| 5           | Kohlbruck ↔ Kohlbruck/Erlebnisbad ↔ Danziger Straße ↔ ZOB ↔ Eggendobl ↔ Hacklberg ↔ Ries ↔ Partiching                                                                    | 60 Minuten                                                                              | täglich                                                           | nur zwischen Kohlbruck und ZOB; die Strecke zwischen ZOB und Patriching wird durch die Abendlinie 56 bedient                                                                      |
| 6           | Kohlbruck ↔ Kohlbruck/Erlebnisbad ↔ Danziger Straße ↔ ZOB ↔ Eggendobl ↔ Maierhof ↔ Schalding links der Donau (↔ Gaishofen)                                               | 60 Minuten                                                                              | täglich                                                           | nur zwischen Kohlbruck und ZOB; die Strecke nach Schalding wird durch die Abendlinie 56 bedient                                                                                   |
| 7           | Eichendorffstraße ↔ Neustift ↔ Danziger Straße ↔ ZOB ↔ Eggendobl ↔ Freudenhain/Hacklberg (alternierend) ↔ Ries                                                           | 30 Minuten                                                                              | täglich                                                           | nein, Ersatz durch die Abendlinie 79 zwischen Eichendorffstraße und ZOB, kein Betrieb über Freudenhain nach Ries. Die Strecke über Hacklberg wird durch die Abendlinie 56 bedient |
| 8           | Kohlbruck/Erlebnisbad ↔ Vornholz ↔ Breslauer Straße ↔ Klinikum ↔ Universität ↔ ZOB ↔ Hauptbahnhof ↔ Heining ↔ Raiffeisenstraße ↔ Rittsteig ↔ Königschalding              | 30 Minuten Kohlbruck/Erlebnisbad-ZOB, 60 Minuten ZOB-Königschalding                     | täglich                                                           | nur zwischen Kohlbruck/Erlebnisbad und ZOB; die Strecke zwischen ZOB und Königschalding wird durch die Abendlinie 78 bedient                                                      |
| 9           | Kohlbruck/Erlebnisbad ↔ Vornholz ↔ Königsberger Straße ↔ Klinikum ↔ Universität ↔ ZOB ↔ Hauptbahnhof ↔ Heining ↔ Neustift ↔ Alte Poststraße ↔ Rittsteig ↔ Königschalding | 30 Minuten Kohlbruck/Erlebnisbad-ZOB, 60 Minuten ZOB-Königschalding                     | Kohlbruck/PEB - ZOB: täglich ZOB - Königschalding: Montag–Samstag | nur zwischen Kohlbruck/Erlebnisbad und ZOB; die Strecke zwischen ZOB und Königschalding wird durch die Abendlinie 78 bedient                                                      |
| 10          | Schalding rechts der Donau ↔ Raiffeisenstraße ↔ Neustift ↔ Hauptbahnhof ↔ ZOB                                                                                            | 60 Minuten                                                                              | täglich                                                           | nein, Ersatz durch die Abendlinien 78 und 79 |
| 11          | ZOB ↔ Hauptbahnhof ↔ Heining ↔ Raiffeisenstraße ↔ Eichendorffstraße ↔ Senefelderstraße                                                                                   | 60 Minuten                                                                              | täglich                                                           | nein, Ersatz durch die Abendlinien 78 und 79 |
| City        | Parkhaus Bahnhofstraße ↔ Hauptbahnhof ↔ ZOB ↔ Domplatz ↔ Römerplatz | 30 Minuten                                                                              | Montag–Freitag                                                    | nein |
| K1          | Mariahilfberg ↔ Innstadt ↔ ZOB ↔ Eggendobl ↔ Lüftlberg | 60 Minuten                                                                              | täglich                                                           | nein |
| K2          | Lindental/Mühltal ↔ Innstadt ↔ ZOB ↔ Ilzbrücke ↔ Grubweg ↔ Sieglberg | Je Ast 120 Minuten                                                                      | Montag–Freitag                                                    | nein |
| K3          | Ingling ↔ Klinikum ↔ Hochstraße ↔ ZOB ↔ Rathaus ↔ Schneckenbergstraße ↔ Lindau ↔ Sulzsteg/Am Högl                                                                        | 120 Minuten                                                                             | Montag–Freitag                                                    | nein |
| K4          | ZOB ↔ Hauptbahnhof ↔ Danziger Straße ↔ Neustift ↔ Haus Waldesruh ↔ Sperrwies                                                                                             | 60 Minuten                                                                              | täglich                                                           | nein |
| Oberhausbus | Rathausplatz ↔ Veste Oberhaus saisonal betriebene Sonderlinie zwischen April und Oktober                                                                                 | 30 Minuten                                                                              | zu Öffnungstages des Oberhausmuseums                              | nein |

Die Linien 1/2, 3/4, 5/6 und 8/9 bilden jeweils ein Linienbündel. Auf einer gemeinsamen Stammstrecke verdoppelt sich durch Überlagerung zweier Linien der Takt, auf weniger frequentierten Strecken trennen sich die komplementären Linien.
Als Angebot auf Strecken, auf denen die regulären Linien keinen Abendverkehr anbieten, gibt es folgende Abendlinien, die auch im Liniennetz dargestellt sind:
| Linie | Strecke | Bemerkungen                                                                                                   |
| ----- | --- | --- |
| 13    | ZOB ↔ Ilzbrücke ↔ Grubweg ↔ Kastenreuth ↔ Firmiangut ↔ Bäckerholz ↔ Lindau ↔ Ilzbrücke ↔ ZOB                         | ersetzt die Linien 1 zwischen ZOB und Lindau, 2 zwischen ZOB und Zieglreuth und 3 zwischen ZOB und Bäckerholz |
| 56    | ZOB ↔ Hacklberg ↔ Ries ↔ Patriching ↔ Tannenleite ↔ Walding ↔ Schalding links der Donau ↔ Maierhof ↔ Hacklberg ↔ ZOB | ersetzt die Linien 5 zwischen ZOB und Patriching sowie 6 zwischen ZOB und Schalding links der Donau           |
| 78    | ZOB ↔ Hauptbahnhof ↔ Heining ↔ Neustift ↔ Rittsteig ↔ Schalding rechts der Donau                                     | ersetzt die Linien 8 und 9 zwischen ZOB und Königschalding sowie 10 und 11 auf ganzer Strecke                 |
| 79    | ZOB ↔ Danziger Straße ↔ Neustift ↔ Eichetstraße ↔ Heining ↔ Hauptbahnhof ↔ ZOB                                       | ersetzt die Linien 7 zwischen ZOB und Eichendorffstraße und 11 auf ganzer Strecke                             |

### Nachtexpress
Der Nachtexpress ist ein in den 2000er Jahren ins Leben gerufenes Netz aus Nachtbuslinien. Zunächst nur auf das Passauer Stadtgebiet begrenzt, wurde es nach kurzer Zeit in Zusammenarbeit mit der VLP auf das Umland ausgedehnt. Es besteht heute aus sieben Linien, die in Wochenendnächten sowie an Feiertagen jeweils um 00:25 Uhr vom Hauptbahnhof Passau sowie anschließend um 0.30 Uhr vom Passauer ZOB aus sternförmig in die Stadtteile und das Umland fahren. Es handelt sich um einen bedarfsorientierten Verkehr, der Zustieg ist nur an speziellen Haltestellen im Stadtgebiet von Passau möglich. Die möglichen Zustiegsorte sind im Linienplan dargestellt.

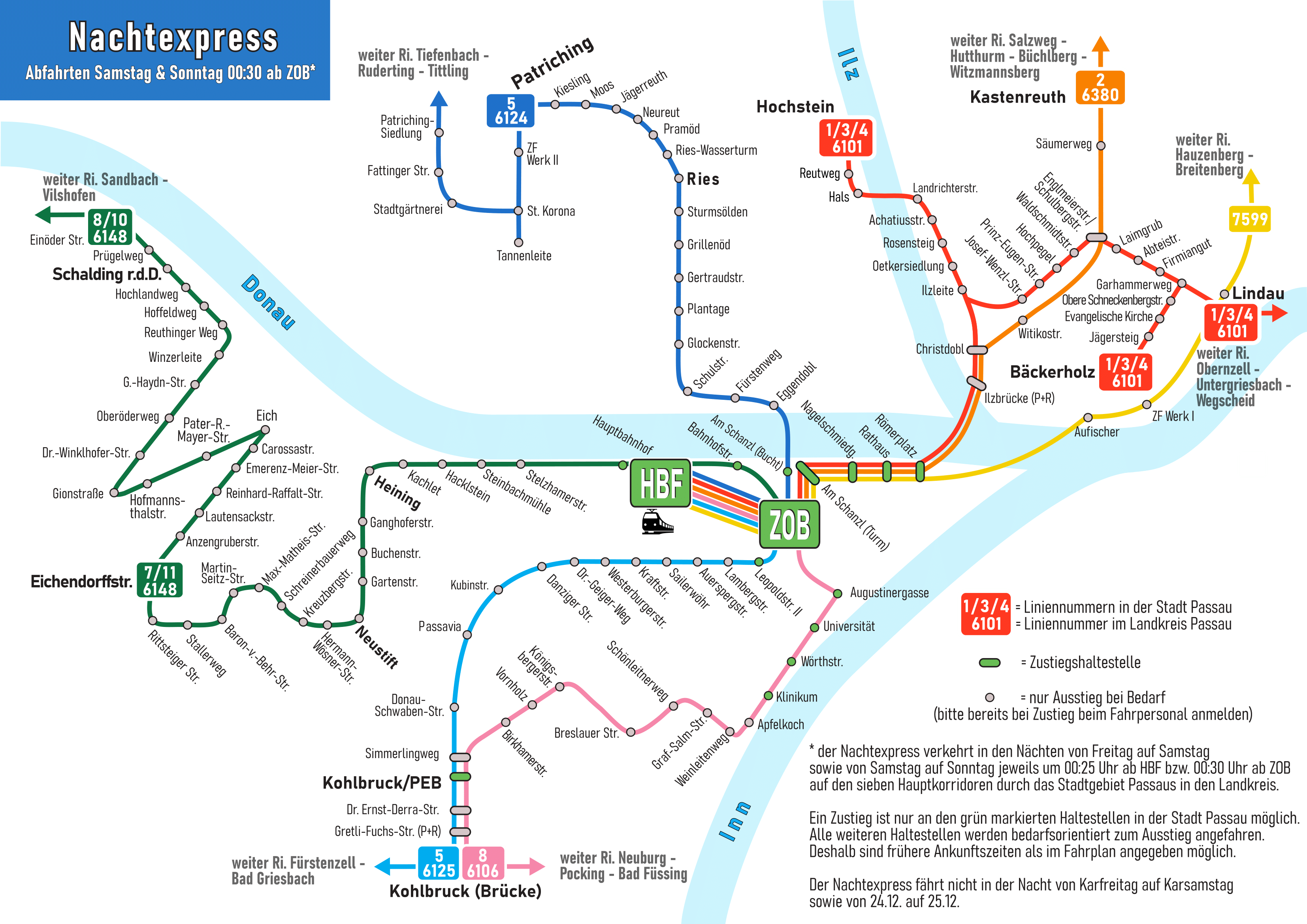
Liniennetzplan des Nachtexpresses Passau

| Linie        | Strecke |
| ------------ | --- |
| Nachtexpress | Passau Hbf ↔ Passau ZOB ↔ Hals ↔ Grubweg ↔ Bäckerholz ↔ Erlau ↔ Obernzell ↔ Untergriesbach ↔ Wegscheid                                                                  |
| Nachtexpress | Passau Hbf ↔ Passau ZOB ↔ Klinikum ↔ Vornholz ↔ Kohlbruck/Erlebnisbad ↔ Neuburg am Inn ↔ Vornbach am Inn ↔ Neuhaus am Inn ↔ Pocking ↔ Bad Füssing                       |
| Nachtexpress | Passau Hbf ↔ Passau ZOB ↔ Danziger Straße ↔ Kohlbruck/Erlebnisbad ↔ Neukirchen am Inn ↔ Fürstenzell ↔ Ortenburg ↔ Bad Griesbach                                         |
| Nachtexpress | Passau ZOB ↔ Passau Hbf ↔ Heining ↔ Neustift ↔ Max-Matheis-Straße ↔ Carossastraße ↔ Gionstraße ↔ Schalding rechts der Donau ↔ Sandbach ↔ Seestetten ↔ Vilshofen Bahnhof |
| Nachtexpress | Passau Hbf ↔ Passau ZOB ↔ Hacklberg ↔ Ries ↔ Patriching ↔ Tiefenbach ↔ Ruderting ↔ Tittling                                                                             |
| Nachtexpress | Passau Hbf ↔ Passau ZOB ↔ Grubweg ↔ Salzweg ↔ Straßkirchen ↔ Hutthurm ↔ Witzmannsberg                                                                                   |
| Nachtexpress | Passau Hbf ↔ Passau ZOB ↔ Lindau ↔ Thyrnau ↔ Hauzenberg ↔ Breitenberg                                                                                                   |

### Stadtbuslinien außerhalb Passaus
Eine Besonderheit im Passauer Nahverkehr stellen die Linien 6 und K1 dar, welche als einzige die Passauer Stadtgrenzen verlassen. Einige Kurse der Linie 6 sind bis nach Tiefenbach-Gaishofen verlängert. Gleich in doppelter Hinsicht eine Besonderheit ist die Linie K1, deren Endhaltestelle „Mayrhof“ auf dem Gebiet der österreichischen Gemeinde Schardenberg liegt, somit verlässt sie auch das Staatsgebiet. Die Linie K1 ist mit der OÖVV-Linie 817 nach Schärding abgestimmt, sodass die K1 dort Anschluss nach Schärding hat.
Bis 2004 verkehrten zudem die gemeinschaftlich von VLP und SWP (vor Ausgliederung der VBP wurde der Stadtverkehr durch die Stadtwerke Passau durchgeführt) betriebenen Buslinien 180 von Passau nach Salzweg, 190 von Passau nach Tiefenbach und 200 von Passau nach Neuburg am Inn. Diese Kooperation wurde jedoch beendet, der Verkehr wird seitdem ausschließlich von der VLP durchgeführt.

### Regionalbusverkehr
Auf Passau laufen sternförmig aus dem gesamten Umland Regionalbuslinien zu. Knotenpunkt der Regionalbusse in Passau ist der ZOB am Hauptbahnhof, was – wie in anderen Städten auch – in der Hauptsache darauf zurückzuführen ist, dass viele Buslinien stillgelegte Bahnstrecken ersetzen. Die meisten der auf Passau zulaufenden Regionalbuslinien sind Partner im VLP, einzig die aus Österreich kommenden Buslinien der österreichischen Postbus sind nicht in diesen Gemeinschaftstarif integriert. Letztere sind Partner im OÖVV. Somit gibt es in Passau zwei verschiedene Verkehrsverbünde.
Für den Stadtverkehr spielen die Regionalbusse zumeist eine untergeordnete Rolle, auch deshalb, weil mit der VBP keine Tarifgemeinschaft existiert. Eine Ausnahme stellt hierbei die Linie 6125 von Passau nach Fürstenzell dar. Sie bindet den von Stadtbussen ansonsten nicht angeschlossenen Stadtteil Haarschedl an die Innenstadt an. Dennoch kommt den Regionalbussen eine gewisse Bedeutung zu, da sie auch die Passauer Außenbezirke an das Umland anbinden.
Im September 2021 wurde der Tarifverbund Donau-Wald (VDW) eingeführt. Der Landkreis Passau ist dort mit der VLP neben den Landkreisen Freyung-Grafenau, Deggendorf und Regen Mitglied. Es wird ein Waben-Tarif-System angewendet, dies ermöglichst das Reisen mit nur einer Fahrkarte in dieser Region. Der VDW ist allerdings kein vollständiger Verkehrsverbund.
2023 verkehren folgende Regionalbuslinien nach Passau:
| Linie | Strecke | Betreiber           |
| ----- | --- | ------------------- |
| 673   | Passau Hbf ↔ Esternberg ↔ Engelhartszell ↔ Niederranna ↔ Haibach ob der Donau ↔ Hartkirchen ↔ Aschach ↔ Eferding ↔ Linz Hbf | Postbus, OÖVV       |
| 6101  | Passau Hbf ↔ Obernzell ↔ Untergriesbach ↔ Wegscheid ↔ Breitenberg                                                           | VLP, RBO            |
| 6102  | Passau Hbf ↔ Untergriesbach ↔ Hauzenberg                                                                                    | VLP, RBO            |
| 6103  | Passau Hbf ↔ Kellberg ↔ Hauzenberg                                                                                          | VLP, RBO            |
| 6106  | Passau Hbf ↔ Neuhaus am Inn ↔ Schärding ↔ Bad Füssing ↔ Rotthalmünster                                                      | VLP, RBO            |
| 6107  | Passau Hbf ↔ Bad Füssing ↔ Rotthalmünster ↔ Kößlarn                                                                         | VLP, RBO            |
| 6108  | Vilshofen ↔ Ortenburg ↔ Dorfbach                                                                                            | VLP, RBO            |
| 6109  | Vilshofen ↔ Alkofen ↔ Walchsing ↔ Haidenburg                                                                                | VLP, RBO            |
| 6110  | Passau Hbf ↔ Ruderting ↔ Hutthurm ↔ Fürsteneck                                                                              | VLP, RBO            |
| 6111  | Vilshofen ↔ Aidenbach ↔ Beutelsbach                                                                                         |                     |
| 6113  | Passau Hbf ↔ Tiefenbach ↔ Tittling                                                                                          | VLP, RBO            |
| 6120  | Passau Hbf ↔ Vilshofen ↔ Eging am See ↔ Tittling                                                                            | VLP, RBO            |
| 6121  | Passau Hbf ↔ Grafenau ↔ Rinchnach ↔ Regen                                                                                   | VLP, RBO            |
| 6124  | Passau Hbf ↔ Tittling ↔ Fürstenstein ↔ Eging am See                                                                         | VLP, RBO            |
| 6125  | Passau Hbf ↔ Passau Haarschedl ↔ Fürstenzell ↔ Ortenburg ↔ Bad Griesbach                                                    | VLP, RBO            |
| 6129  | Passau Hbf ↔ Haselbach/Kirchberg ↔ Aicha vorm Wald ↔ Nammering/Eging am See                                                 | VLP, RBO            |
| 6130  | Passau Hbf ↔ Salzweg ↔ Hutthurm ↔Guttenhofen                                                                                | VLP, RBO            |
| 6131  | Passau Hbf ↔ Salzweg ↔ Büchlberg ↔ Hauzenberg                                                                               | VLP, RBO            |
| 6132  | Ortenburg ↔ Langenbruck ↔ Neustift Kloster                                                                                  | VLP, RBO            |
| 6133  | Pocking ↔ Vilshofen | VLP, RBO            |
| 6134  | Passau Hbf ↔ Salzweg ↔ Hutthurm ↔ Waldkirchen                                                                               | VLP, RBO            |
| 6135  | Passau Hbf ↔ Hutthurm ↔ Kalteneck                                                                                           | VLP, RBO            |
| 6147  | Passau Hbf ↔ Vilshofen ↔ Niederalteich ↔ Hengersberg ↔ Deggendorf                                                           | VLP, RBO            |
| 6148  | Passau Hbf ↔ Vilshofen ↔ Osterhofen ↔ Plattling                                                                             | VLP, RBO            |
| 6173  | Passau Hbf ↔ Jägerwirth ↔ Ortenburg                                                                                         | VLP, RBO            |
| 6181  | Passau Hbf ↔ Tiefenbach | Betrieb eingestellt |
| 6209  | Passau Hbf ↔ Bad Höhenstadt (Fürstenzell) ↔ Pocking ↔ Pfarrkirchen ↔ Neumarkt St. Veit ↔ Mühldorf am Inn Schulzentrum       | Betrieb eingestellt |
| 6226  | Passau Hbf ↔ Salzweg ↔ Hutthurm ↔ Büchlberg ↔ Waldkirchen                                                                   | VLP, RBO            |
| 6324  | Passau Hbf ↔ Hutthurm ↔ Kalteneck ↔ Waldkirchen                                                                             | VLP, RBO            |
| 6380  | Passau Hbf ↔ Salzweg ↔ Hutthurm ↔ Büchlberg                                                                                 | VLP, RBO            |
| 7599  | Passau Hbf ↔ Thyrnau ↔ Hauzenberg ↔ Sonnen ↔ Breitenberg                                                                    | VLP, RBO            |
| 7710  | Passau Hbf ↔ Schönberg ↔ Regen ↔ Bayerisch Eisenstein ↔ Železná Ruda (CZ)/Böhmisch Eisenstein                               | VLP, RBO, Arriva    |

Neben diesen Linien existieren auch eine Vielzahl von Linien, die nur mit einzelnen Fahrten insbesondere von und zu Schulen verkehren. Sie besitzen vierstellige Liniennummern mit führender 7.
Rufbussystem
Im Jahr 2016 wurde im Landkreis Passau ein Rufbussystem eingeführt. Dieses bietet vor allem ab 20 Uhr sowie an Wochenenden bedarforientieren Verkehr an. Betrieben wird es von der Regionalbusverkehr Passau Land GmbH (RBO) als Partner im VLP, das Unternehmen existierte schon länger als Gemeinschaftsunternehmen von Busunternehmen aus dem südlichen Landkreis Passau.
Die Rufbusse sind im vierstelligen Liniensystem eingegliedert, derzeit werden die Blöcke 81xx - 85xx genutzt. Dabei sind die Bezeichnungen an die regulären Buslinien angelehnt, indem 1000 oder 2000 zu einer Liniennummer des Bediengebiets addiert wird. Die einzelnen Linienführungen und Haltestellen können sich dennoch unterscheiden.
Ehemalige Buslinien
Im Jahr 2017 kam es zu größeren Änderungen im Liniennetz der RBO, da der Landkreis Freyung-Grafenau selbst Nahverkehrsleistungen ausgeschrieben hat, und diese von einer Bietergemeinschaft aus Busbetrieben der Region gewonnen wurden. Dies führte zu einer größeren Umstrukturierung, sodass Linien, die bisher auch durch den Landkreis Passau führten, eingestellt oder verkürzt werden mussten.
Auch erfolgten im Laufe der Jahre einzelne andere Anpassungen des Nahverkehrskonzeptes im Landkreis Passau, sodass auch in anderen Gebieten Linien eingestellt wurden.
Teile von ehemaligen Linien sind in nachfolgender Tabelle dargestellt.
| 6105 | Passau Hbf ↔ Neuhaus am Inn ↔ Rotthalmünster ↔ Altötting                                                              | Betrieb eingestellt |
| 6118 | Passau Hbf ↔ Fürsteneck ↔ Perlesreut ↔ Grafenau                                                                       | Betrieb eingestellt |
| 6122 | Passau Hbf ↔ Waldkirchen ↔ Haidmühle (Anschluss nach Tschechien) ↔ Bischofsreut                                       | Betrieb eingestellt |
| 6123 | Passau Hbf ↔ Freyung ↔ Waldkirchen ↔ Haidmühle (Anschluss nach Tschechien)                                            | Betrieb eingestellt |
| 6127 | Passau Hbf ↔ Salzweg ↔ Straßkirchen                                                                                   | Betrieb eingestellt |
| 6181 | Passau Hbf ↔ Tiefenbach                                                                                               | Betrieb eingestellt |
| 6209 | Passau Hbf ↔ Bad Höhenstadt (Fürstenzell) ↔ Pocking ↔ Pfarrkirchen ↔ Neumarkt St. Veit ↔ Mühldorf am Inn Schulzentrum | Betrieb eingestellt |

## Eisenbahnverkehr

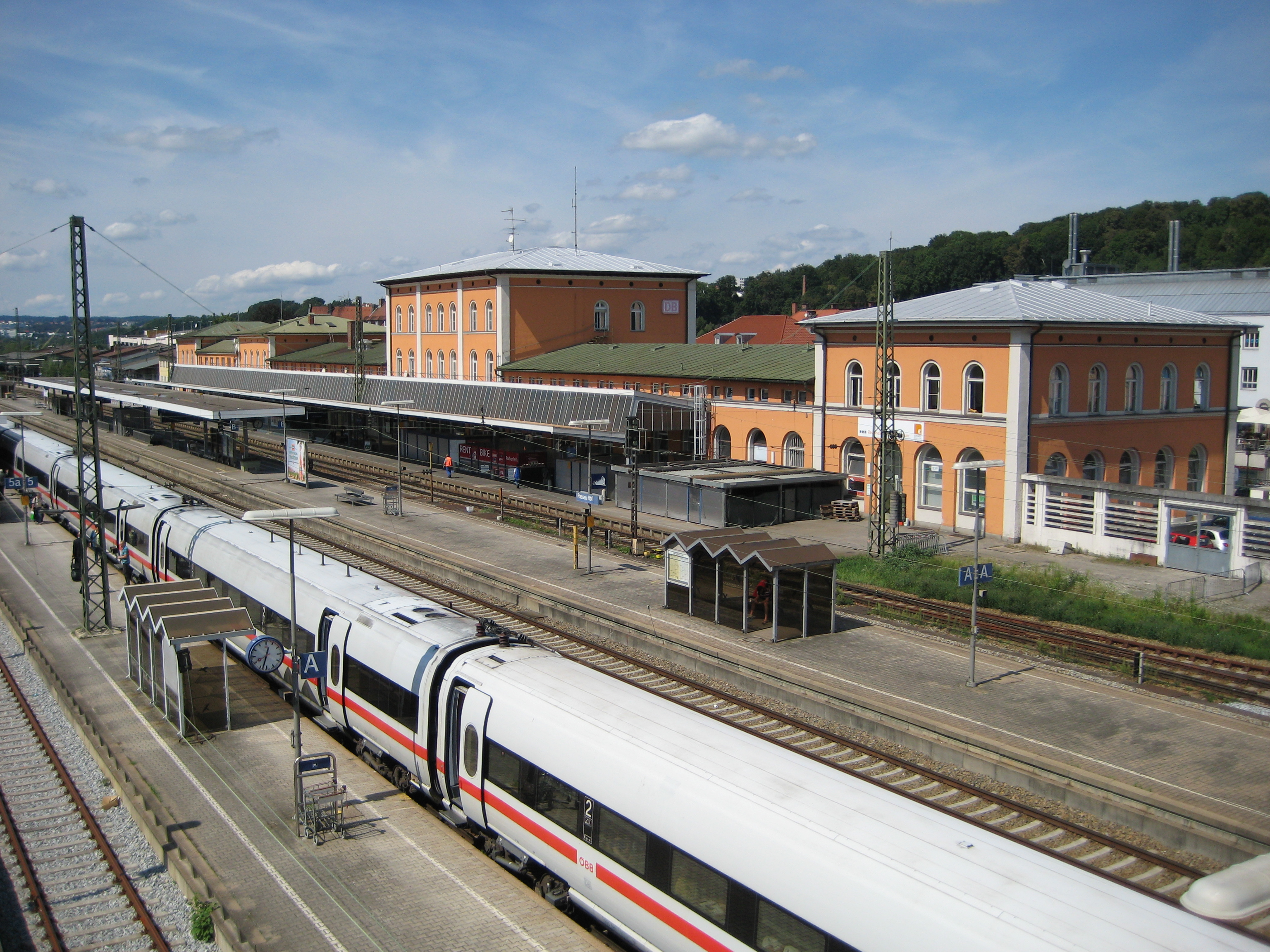
Passauer Hauptbahnhof mit eingefahrenem ICE

Für den Eisenbahnverkehr verfügt Passau über zwei Bahnstationen, nämlich den Hauptbahnhof, an welchem auch Fernverkehrszüge halten und den Haltepunkt Neustift an der Strecke nach Neumarkt-Sankt Veit. Im innerstädtischen Nahverkehr spielt die Eisenbahn jedoch eine zu vernachlässigende Rolle. Für die Stadt und insbesondere für die Verbindung zwischen Stadt und Region kommt der Bahn aber eine große Bedeutung zu.
Passau wird von folgenden Linien bedient:
| Linie    | Liniennummer | Strecke | Takt                                                                            |
| -------- | ------------ | --- | ------------------------------------------------------------------------------- |
| RE       | RE3          | Passau Hbf ↔ Vilshofen bis hier gilt der VLP Tarif ↔ Osterhofen ↔ Plattling ↔ Landshut Hbf ↔ Freising ↔ München Hbf | 1 Stunde                                                                        |
| REX R S2 |              | Passau Hbf ↔ Schärding ↔ Wels Hbf ↔ Linz Hbf                                                                        | 1 Stunde, abwechselnd R und REX, einzelne Züge der S2 der S-Bahn Oberösterreich |
| RB       | RB46         | Passau Hbf ↔ Passau-Neustift ↔ Fürstenzell ↔ Ruhstorf ↔ Pocking (Bad Füssing) ↔ Eggenfelden ↔ Mühldorf              | 1 Stunde                                                                        |
| ITB      |              | Passau Hbf ↔ Tiefenbach ↔ Kalteneck ↔ Waldkirchen ↔ Freyung                                                         | Ilztalbahn annähernder Zwei-Stunden-Takt von Mai bis September                  |
| RE       | RE50         | Passau Hbf ↔ Plattling ↔ Regensburg Hbf ↔ Neumarkt (Oberpfalz) ↔ Nürnberg Hbf                                       | Radlzug 1 Zugpaar wochenends und feiertags von Mai bis Oktober                  |
| as       | RE18         | Passau Hbf ↔ Plattling ↔ Regensburg Hbf ↔ Ingolstadt Hbf ↔ Donauwörth ↔ Neu-Ulm ↔ Ulm Hbf                           | agilis-Schnellzug 1 Zugpaar wochenends und feiertags von Mai bis Oktober        |
| EZ       |              | Passau Hbf ↔ Wels Hbf ↔ Linz Hbf ↔ Sankt Pölten ↔ Wien Franz-Josef                                                  | RadExpress Donau 1 Zugpaar täglich von Mai bis Oktober                          |

Neben den aufgeführten Regionalzügen wird Passau auch noch von Fernzügen (ICEs, ICs, ENs) angefahren. Als einziger Zugangspunkt der Region zu Fernzügen stellt der Passauer Hauptbahnhof den wichtigsten Bahnhof Südostbayerns dar.

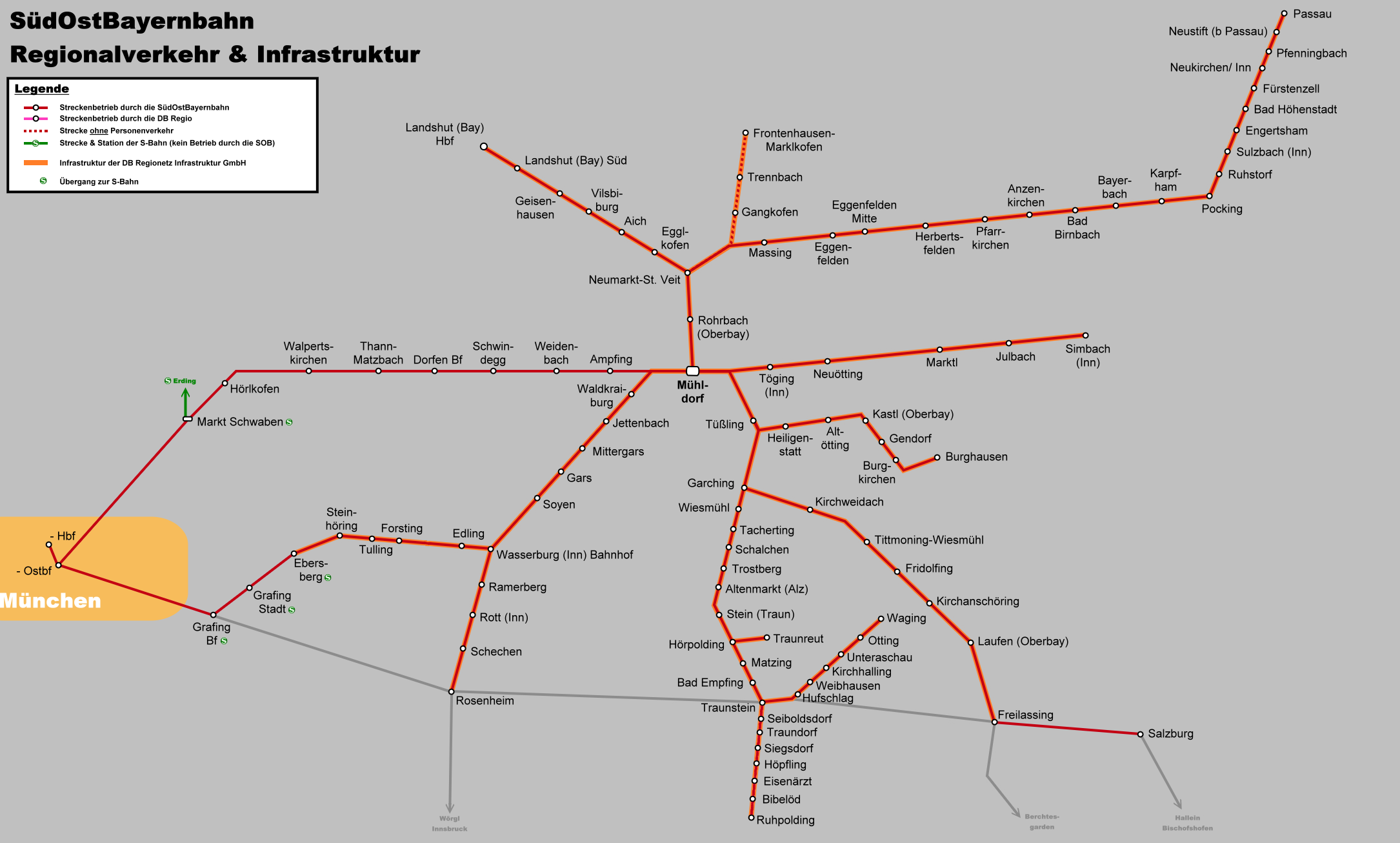
Streckennetz der Südostbayernbahn mit den beiden Passauer Bahnhöfen

## Tarife
Innerhalb Passaus kommen drei verschiedene Tarife zur Anwendung:
Auf den Stadtbuslinien gilt der Haustarif der VBP. Eine Ausnahme hiervon stellt der Oberhausbus dar, dort gelten deutlich teurere Tarife, außerdem gilt nicht die ansonsten übliche Umsteigeregelung. Neben den regulären Tickets nach dem Haustarif gilt im Stadtbusnetz das Semesterticket der Universität Passau, welches es Studenten ermöglicht, gegen einen Betrag von 32 € (Stand: Sommersemester 2023) über 6 Monate hinweg alle Buslinien (mit Ausnahme des Oberhausbusses) zu nutzen. Im Wintersemester 2022/23 betragen die Kosten für das Semesterticket 29 €. Weitere Details zu den Tarifen siehe Verkehrsbetriebsgesellschaft Passau.
Auf den meisten Überlandbuslinien sowie in den Zügen der RB Passau-Mühldorf zwischen Passau und Pocking und des RE Passau-München zwischen Passau und Vilshofen gelten die Tarife der Verkehrsgemeinschaft Landkreis Passau. Die Stadtbusse der VBP sind zwar nicht in die VLP integriert, es gibt jedoch für VLP-Fahrgäste, die ihre Fahrt im Landkreis Passau, Landkreis Freyung-Grafenau oder in Passau-Haarschedl begonnen haben, einen besonderen Umsteigetarif. Dadurch haben Umsteiger die Möglichkeit, zu einem verbilligten Preis von 0,50 € (Preis für eine reguläre Einzelfahrt bei der VBP: 2,20 €) auf den Stadtbus umzusteigen.
Die Linien des österreichischen Postbus sind in den Oberösterreichischen Verkehrsverbund (OÖVV) integriert. Ebenso sind die Züge von Passau nach Linz in den OÖVV integriert. Im wabenbasierten Preissystem des OÖVV wird die Stadt Passau als eigene Wabe geführt.

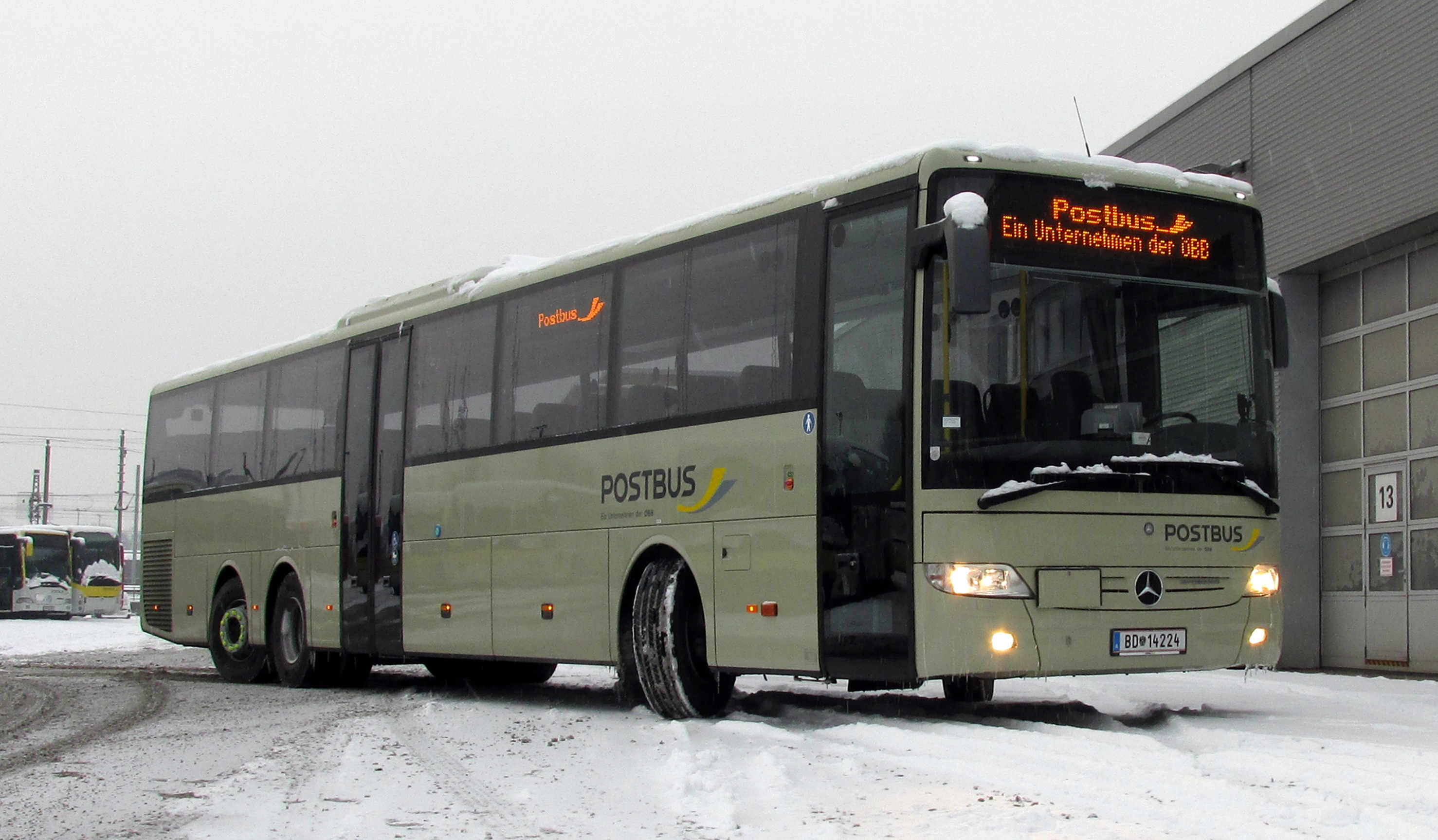
Postbus-Fahrzeug, wie es unter anderem in Passau zum Einsatz kommt

Logo des OÖVV

## Trivia
Aus dem Nebeneinander von drei Tarifsystemen ergibt sich die kuriose Situation, dass dieselbe Strecke, je nachdem, in welcher Buslinie man fährt, nach drei verschiedenen Tarifen abgerechnet werden kann und sich zum Teil verschiedene Preise ergeben können. Beispielhaft dargestellt hier für die Strecke Passau Hauptbahnhof ↔ Passau ZOB:
| Betreiber | zur Anwendung kommender Tarif | Preis |
| --------- | ----------------------------- | --- |
| VBP       | Haustarif                     | 1,70 € (Kind) – 2,50 € (Erwachsene) |
| Postbus   | OÖVV-Tarif                    | 1,00 € (Kind) – 1,10 € (Jugendliche/Senioren/Familien) – 2,00 € (Erwachsene)                                                                 |
| RBO       | VLP-Tarif                     | 0,60 € (Kind mit BahnCard-Rabatt) – 1,20 € (Erwachsener mit BahnCard-Rabatt) bzw. 0,80 € (Kind Regeltarif) – 2,20 € (Erwachsener Regeltarif) |

Praktische Relevanz hat diese Kuriosität aber kaum. Zum einen ist die dargestellte Strecke innerhalb kurzer Zeit zu Fuß zurückgelegt, zum zweiteren gilt im Falle der Postbuslinie ein Bedienverbot für Binnenverkehr innerhalb Passaus, zum anderen ist nicht anzunehmen, dass der nur dreimal täglich verkehrende Postbus mit dem ausgebauten Stadtbusnetz der VBP in Konkurrenz steht, bzw. eine solche Konkurrenz ist durch den dichteren Takt der Stadtbusse, die größere Haltestellendichte der Stadtbusse und die Übergangsmöglichkeit auf andere Linien des Stadtverkehrs nahezu ausgeschlossen.

## Modal Split
Der Modal-Split-Anteil des ÖPNV am gesamten Verkehrsaufkommen innerhalb Passaus lag 2010 bei 11 %, gegenüber 41 % PKW-Benutzern, 21 % Fußgängern, 11 % Fahrradfahrern, 9 % PKW-Mitfahrern, 3 % Kraftradfahrern und 2 % die sich auf sonstige Art und Weise fortbewegen.